# ハズバンド・キンメル
ハズバンド・エドワード・キンメル（Husband Edward Kimmel、1882年2月26日 - 1968年5月14日）は、第二次世界大戦期のアメリカ海軍の軍人。一時は大将であったが、真珠湾攻撃を受けた責任を問われて降格されたため、最終階級は少将であった。

## 生涯
キンメルは1882年2月26日にアメリカ合衆国ケンタッキー州ヘンダーソンで生まれた。父親は陸軍軍人で少佐だった。1904年アナポリス海軍兵学校卒業、同期にはウィリアム・ハルゼーがいる。第一次世界大戦の時フランクリン・ルーズベルト海軍次官の副官を務めた。この事がきっかけでルーズベルトのお気に入りの一人となる。その後主に戦艦関連の勤務の後1937年に少将に昇進、第7巡洋艦戦隊司令官を経て戦闘部隊巡洋艦群司令官となる。
ルーズベルト大統領の合衆国艦隊へのハワイ真珠湾常駐命令に反論したため、ジェームズ・リチャードソン大将が1941年1月に合衆国艦隊司令長官を解任された後、1941年2月1日付の合衆国艦隊再編（常設職としての合衆国艦隊司令長官廃止）で設けられた太平洋艦隊司令長官に、先任31人（46人という史料もある）を飛び越して就任（必要時には合衆国艦隊司令長官を兼務）。同職は大将ポストであるため、中将を経ずに大将に昇進した。太平洋艦隊司令長官には、キンメルよりさらに1年後輩の航海局長チェスター・ニミッツ少将も就任を打診されていたが、ニミッツが若輩を理由に辞退したため、キンメルが選ばれた。ルーズベルトの強引な人事の典型で、当のキンメル本人もこの決定には驚いていたという。しかし、大日本帝国海軍による真珠湾攻撃の責任から1941年12月17日付の大統領命令で司令長官を解任されたため少将に戻り、1942年3月に予備役となった。1968年3月14日コネチカット州で死去、86歳だった。

## 真珠湾攻撃の引責

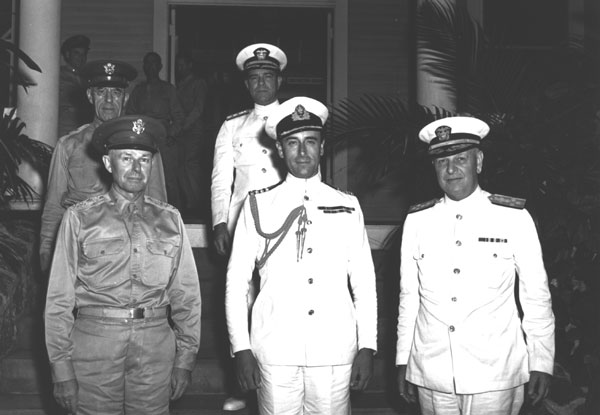
1941年8月、ハワイを訪問したルイス・マウントバッテン（中央）を出迎えるキンメル（右）とショート（左）

真珠湾攻撃により太平洋艦隊の戦艦とハワイ航空基地に甚大な被害を受けたアメリカは、12月17日の大統領命令で陸軍中将ウォルター・ショートハワイ方面陸軍司令官と共に司令長官解任。12月23日に最高裁判所判事オーウェン・ロバーツを長とするロバーツ査問委員会が開催されると証言を行うが処分は覆らなかった。アメリカ参戦後に復活した合衆国艦隊司令長官には大西洋艦隊司令長官アーネスト・キング大将が、太平洋艦隊司令長官の後任はニミッツ少将が大将に昇進して就任した。1942年1月の軍法会議においては「戦争直前という事態が必要としていた、然るべき防衛措置」を取らなかったとして有罪判決が下された。
大戦後アナポリス同期の友人だったハルゼー元帥は「サタデー・イブニング・ポスト」の自伝の中で「わたし（ハルゼー）のあらゆる経験の中で、これほどひどい逆境（真珠湾攻撃）のもとで、艦隊の効率を上げ、また戦争準備にこれほど懸命に尽くした合衆国艦隊司令官を、わたしはこれまで見たこともなかった。さらに、このときだれが指揮しようと、キンメルが実施した以上に為しとげることのできた士官など一人もいなかったに違いないとわたしは思っている」と擁護した。

## 名誉回復
1999年5月25日、ハズバンド・キンメルとウォルター・ショートの名誉回復決議が上院で採択され、2000年10月11日、下院でも名誉回復決議採択されたが、時の大統領ビル・クリントンは署名を拒否。署名の判断は後継の大統領に持ち越しとなったが、次代のジョージ・W・ブッシュをはじめとして、以降の大統領たちも署名をしていない。

## 家族・子孫
妻はドロシー・キンメルで、トーマス・C・キンケイド大将の妹。三人の息子と四人の娘がいた。長男のマニング・キンメルはアナポリスを1935年に卒業し、太平洋戦争中は少佐、潜水艦ロバローの艦長であったが撃沈され戦死した。キング合衆国艦隊司令長官兼海軍作戦部長はキンメルの次男トーマス・キンメルを潜水艦の副長から陸上勤務に転属させるよう直々に命令した。